# 威廉斯敦鎮區 (密西根州)
威廉斯敦鎮區（英語：Williamstown）是位於美國密西根州英厄姆縣的一個行政鎮區。

## 地方資料
威廉斯敦鎮區的面積為75.78平方千米，當中陸地面積為75.34平方千米，而水域面積為0.44平方千米。根據2020年美國人口普查的數據，當地共有人口5286人，而人口密度為每平方千米69.75人。